# Zielona Góra
Zielona Góra (en alemany Grünberg o Grunberg, Muntanya verda) és una ciutat de l'oest de Polònia a prop de la frontera alemanya. La ciutat té 118.730 habitants (2004) i forma part del Voivodat de Lubusz des de l'any 1999, fou la capital del Voivodat de Zielona Góra (1975-1998). Fins al 1945 fou una ciutat alemanya pertanyent a Prússia. En funció dels acords de la Conferència de Potsdam que establiren coma frontera entre Alemanya i Polònia la línia Oder-Neisse, Grünberg s'incorporà a Polònia. La població alemanya originària fou expulsada i repoblada per polonesos provinents dels territoris de l'est integrats a la Unió Soviètica. Fou aleshores quan la ciutat passà a ser anomenada amb el seu nom actual, que no deixa de ser sinó la traducció literal al polonès del nom germànic original.